# Сан-Хулиан (бухта)
Сан-Хулиа́н (исп. Bahía San Julián) — бухта восточного побережья департамента Магальянес в провинции Санта-Крус на юге Аргентины. На полуострове западного берега бухты расположен город Сан-Хулиан.
Бухта вдается в побережье Патагонии между мысами Кабо-Курьосо и Десенганьо, простираясь в субмеридиональном направлении более чем на 20 км, и достигает 9 км в самом широком месте.

## История
Первыми из европейцев бухту посетили испанские мореплаватели под командованием Фернана Магеллана, прибывшие туда 31 марта 1520 года. Магеллан решил остановиться в этих местах на зимовку и назвал бухту Пуэрто Сан-Хулиан. Во время зимовки моряки повстречались с местным населением и вскоре, согласно записям хрониста экспедиции Антонио Пигафетты, вступили с туземцами в конфликт. Также именно здесь некоторые участники экспедиции подняли бунт против Магеллана, и здесь же после его подавления состоялся суд над предводителями мятежников, один из которых был казнён, а двое (капитан одного из кораблей и священник флотилии) были оставлены на берегу.
Позже в бухте останавливались во время своих морских экспедиций такие известные личности, как Фрэнсис Дрейк, Роберт Фицрой и Чарльз Дарвин. Таким образом, целым поколениям моряков Пуэрто Сан-Хулиан был известен как удобная стоянка для кораблей. В 1901 году в районе бухты был основан портовый город.